# 石川詮持
石川 詮持（いしかわ あきもち、生年不詳 - 観応2年/正平6年12月4日（1351年12月30日））は、南北朝時代の武将。陸奥石川氏15代目当主。従五位下中務大輔。夫人は蘆名盛定の娘、満持らの父。

## 生涯
13代当主石川時光の孫で義光の長男で、弟に中畠光定（中畠氏の祖）らがいる。延元4年（1339年）10月、14代当主貞光が没するが、子がなかったため詮持がその後を継いだ。
正平6年（1351年）10月、上洛して従四位下大膳大夫に任じられる。同時に、足利義詮から偏諱（「詮」の字）を賜り、名を詮持と改めた（前名は不詳）。
同年12月4日、病により鎌倉で没した。

## 系譜
```
詮持（第15代当主）┳長女（早世）
　　　　　　　　　┣持朝（美作守）
　　　　　　　　　┣満持（第16代当主）
　　　　　　　　　┣光輝（治部大輔）
　　　　　　　　　┣持綱（奈須家の嗣）
　　　　　　　　　┣二女（早世）
　　　　　　　　　┣持弘（右京亮）
　　　　　　　　　┣持重（川尻家の嗣）
　　　　　　　　　┗七男（早世）
```